# Криворожский городской совет
Криворожский городской совет (укр. Криворізька міська рада) — административно-территориальная единица и соответствующий орган местной власти в Криворожском районе Днепропетровской области Украины.
Представительный орган местного самоуправления Кривого Рога состоит из 64 депутатов, избираемых по пропорциональной системе. Административный центр городского совета находится в городе Кривой Рог.

## Населённые пункты
- город Кривой Рог
- пос. Авангард
- пос. Горняцкое
- пос. Коломийцево
- с. Новоивановка
- с. Терноватый Кут

### Ликвидированные населённые пункты
- город Ингулец
- пгт Калинино
- пгт Зелёное
- пгт Мировское
- пгт Рахмановка
- пос. Рудничное
- пгт Зализничное
- пос. Степное

## Исполнительный комитет
Состав  исполкома в 2010 году:
- Криворожский городской глава;
- Секретарь городского совета;
- Первый заместитель городского главы;
- 5 заместителей городского главы;
- Управляющий делами исполкома горсовета;
- Народный депутат Украины;
- Директор горнорудного дивизиона «Метинвест».

### Исполнительные органы
Существует 33 комиссии и управления, которые контролируют разные сферы жизни города:
- Управление организационно-протокольной работы;
- Юридическое управление;
- Кадровая служба исполкома городского совета;
- Управление бухгалтерского учёта, планирования и отчётности;
- Управление экономики;
- Управление развития предпринимательства;
- Управление капитального строительства;
- Управление градостроительства и архитектуры;
- Отдел по вопросам энергоменеджмента и внедрение энергосберегающих технологий;
- Управление здравоохранения;
- Управление образования и науки;
- Управление благоустройства и жилищной политики;
- Финансовое управление;
- Управление труда и социальной защиты населения;
- Управление земельных ресурсов;
- Отдел транспорта и связи;
- Управление коммунальной собственности города;
- Управление экологии;
- Управление культуры и туризма;
- Отдел взаимодействия с правоохранительными органами и оборонной работы аппарата горсовета и исполкома;
- Управление по вопросам чрезвычайных ситуаций и гражданской защиты населения;
- Отдел по вопросам внутренней политики аппарата городского совета и исполкома;
- Отдел прессы и информации аппарата городского совета и исполкома;
- Комитет по делам семьи и молодежи;
- Административно-хозяйственный отдел;
- Комитет по физической культуре и спорту;
- Служба по делам детей;
- Отдел по вопросам защиты прав потребителей аппарата горсовета и исполкома;
- Архивный отдел;
- Управление по работе с обращениями граждан;
- Отдел разрешительно-согласовательных процедур;
- Отдел информатизации;
- Отдел стратегии развития электронных информационных ресурсов города аппарата горсовета и исполкома.

## Городской совет
Городской совет состоит из 64 депутатов, которые избираются на четыре года. Седьмой в городской истории совет был избран 25 октября 2015 года. На своих собраниях совет решает общегородские вопросы и принимает бюджет города. 

## Городской глава
| №         | Фамилия, имя, отчество           | Фото | Период                      | Орган                                                           | Партия |
| --------- | -------------------------------- | ---- | --------------------------- | --------------------------------------------------------------- | --- |
| 1         | Уманский, Аркадий Яковлевич      |      | 1917                        | Криворожский совет                                              | Меньшевики                                                                                                  |
| 2         | Речмедило, Павел Дмитриевич      |      | 1917                        | Криворожский совет                                              | УСДП |
| 3         | Алещенко, Иван Степанович        |      | 1917                        | Криворожский совет                                              | РСДРП(б) |
| 4         | Геруцкий, Пётр Викторович        |      | 1917—1918                   | Криворожский совет рабочих, крестьянских и солдатских депутатов | РСДРП(б) |
| 5         | Скляр, Степан Тимофеевич         |      | 1918—1919                   | Криворожский совет рабочих депутатов                            | РСДРП(б) |
| 6         | Фесенко, Александр Ксенофонтович |      | 1919                        | Криворожский совет                                              | РСДРП(б) |
| 7         | Сиволап, Поликарп Филиппович     |      | 1919                        | Криворожский совет                                              | РСДРП(б) |
| 8         | Некрасов Борис                   |      | 1920—1921                   | Криворожский городской совет                                    | ВКП(б) |
| 9         | Новиков, Андрей Иосифович        |      | 1921—1922                   | Криворожский городской совет                                    | ВКП(б) |
| 10        | Руттер, Александр Михайлович     |      | 1922—1923                   | Криворожский городской совет                                    | ВКП(б) |
| 11        | Арсентьев, Иосиф Петрович        |      | 1923—1925                   | Криворожский городской совет                                    | ВКП(б) |
| 12        | Раюшкин, Алексей Иванович        |      | 1925—1928                   | Криворожский городской совет                                    | ВКП(б) |
| 13        | Михно, Клавдия Иосифовна         |      | 1925—1926                   | Криворожский городской совет                                    | ВКП(б) |
| 14        | Алексеенко, Иван Михайлович      |      | 1926—1928                   | Криворожский городской совет                                    | ВКП(б) |
| 15        | Глушко Николай                   |      | 1928—1931                   | Криворожский городской совет                                    | ВКП(б) |
| 16        | Качинский, Владимир Максимович   |      | 1931—1932                   | Криворожский городской совет                                    | ВКП(б) |
| 17        | Штейнбергский, Юзеф Яковлевич    |      | февраль 1932 — июль 1933    | Криворожский городской совет                                    | ВКП(б) |
| 18        | Киселёв, Василий Иванович        |      | июль 1933 — сентябрь 1934   | Криворожский городской совет                                    | ВКП(б) |
| 19        | Чебукин, Павел Васильевич        |      | сентябрь 1934 — апрель 1937 | Криворожский городской совет                                    | ВКП(б) |
| 20        | Сташков, Николай Иванович        |      | апрель — декабрь 1937       | Криворожский городской совет                                    | ВКП(б) |
| 21        | Ковальчук, Василий Кириллович    |      | декабрь 1937 — декабрь 1938 | Криворожский городской совет                                    | ВКП(б) |
| 22        | Фёдоров, Леонид Каллистратович   |      | январь 1939 — июнь 1941     | Криворожский городской совет                                    | ВКП(б) |
| 22.000001 | Немецкая оккупация               |      | 1941—1944                   | Немецкая военная администрация                                  | |
| 23        | Зиненко, Терентий Леонтиевич     |      | 3 января — 21 августа 1944  | Криворожский городской совет                                    | |
| 24        | Фёдоров, Леонид Каллистратович   |      | 1944—1946                   | Криворожский городской совет                                    | ВКП(б) |
| 25        | Бурлаков, Пётр Герасимович       |      | 1946—1948                   | Криворожский городской совет                                    | ВКП(б) |
| 26        | Кудрявцев, Иван Алексеевич       |      | 1948—1950                   | Криворожский городской совет                                    | ВКП(б) |
| 27        | Калиниченко, Фёдор Лукич         |      | 1950—1957                   | Криворожский городской совет                                    | ВКП(б)/КПСС                                                                                                 |
| 28        | Москаленко, Александр Иванович   |      | 1957—1959                   | Криворожский городской совет                                    | КПСС |
| 29        | Перчин, Николай Васильевич       |      | 1959—1969                   | Криворожский городской совет                                    | КПСС |
| 30        | Бабич, Юрий Петрович             |      | 1970—1979                   | Криворожский городской совет                                    | КПСС |
| 31        | Гутовский, Григорий Иванович     |      | 1979—1992                   | Криворожский городской совет                                    | КПСС |
| 32        | Любоненко, Юрий Викторович       |      | 1992—2010                   | Криворожский городской совет                                    | Партия регионов                                                                                             |
| 33        | Вилкул, Юрий Григорьевич         |      | 2010—2020                   | Криворожский городской совет                                    | Партия регионов (2010—2014), Оппозиционный блок (2014—2019), Блок Вилкула — Украинская Перспектива (с 2019) |
| 34        | Павлов, Константин Юрьевич       |      | 2020—2021                   | Криворожский городской совет                                    | Оппозиционная платформа — За жизнь                                                                          |
| 35        | Вилкул, Юрий Григорьевич (и. о.) |      | 2021—н. в.                  | Криворожский городской совет                                    | Блок Вилкула — Украинская Перспектива                                                                       |